# コルウエ・ウアピ湖

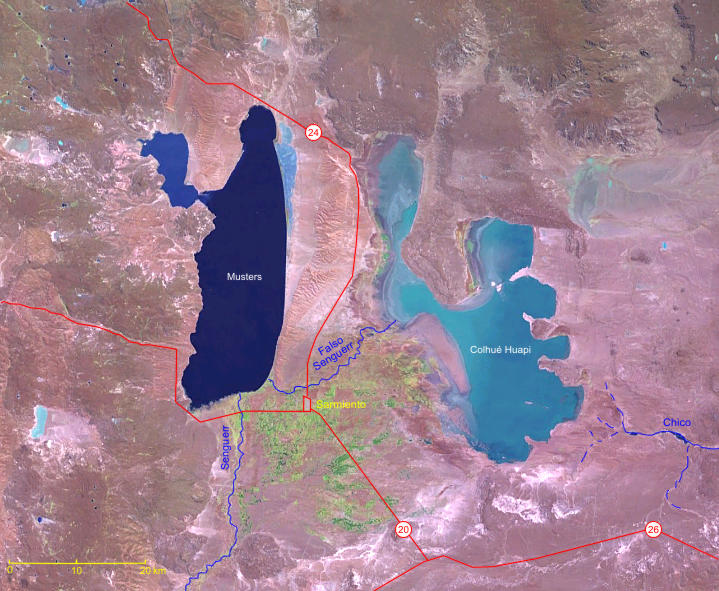
コルウエ・ウアピ湖(右側)

コルウエ・ウアピ湖はアルゼンチンのチュブ州にある湖。西にムステルス湖があり、そこからのファルソ・セングエルと呼ばれる川が注ぐ。流出河川はないが、過去には流入がひじょうに多い際には水がチコ川経由でチュブ川へと流れ出していた。それが最後に起きたのは1939年である。面積は810 km²で、水深は平均2m、最大5.5m、水量は1,620 hm³である。